# David Barrufet i Bofill
David Barrufet i Bofill (Barcelona, 4 de juny de 1970) és un ex jugador d'handbol del Futbol Club Barcelona.

## Carrera esportiva
Va començar a jugar a handbol al col·legi SAFA Horta de Barcelona a l'edat de 8 anys. Sis anys més tard ingressà al FC Barcelona, on jugà a les categories inferiors fins a l'any 1988 quan debutà amb el primer equip. Les temporades 2000-2001 i 2001-2002 va ser escollit per la IHF millor porter del món i l'any 2003 va ser escollit com a integrant de la selecció mundial ideal. Durant la seva trajectòria esportiva, va arribar a ser capità de l'equip d'handbol del FC Barcelona.
El dia 8 de febrer de 2010, a punt de fer 40 anys, David Barrufet va anunciar la seva retirada al final de la temporada 09-10. El 27 de febrer de 2011 va rebre un homenatge que va concloure amb la retirada de la seva samarreta amb el número 16 al Palau Blaugrana, esdevenint així el 6é jugador de la secció amb la samarreta retirada.
Com a porter va guanyar fins a 71 títols amb el Barça.

### Palmarès
FC Barcelona
- 7 Copes d'Europa (1990-1991, 1995-1996, 1996-1997, 1997-1998, 1998-1999, 1999-2000 i 2004-2005)
- 2 Recopes d'Europa (1993-1994 i 1994-1995)
- 1 Copa EHF (2002-2003)
- 5 Supercopes d'Europa (1996-1997, 1997-1998, 1998-1999, 1999-2000 i 2003-2004)
- 11 Lligues espanyoles (1988-1989, 1989-1990, 1990-1991, 1991-1992, 1995-1996, 1996-1997, 1997-1998, 1998-1999, 1999-2000, 2002-2003 i 2005-2006)
- 10 Copes del Rei (1989-1990, 1992-1993, 1993-1994, 1996-1997, 1997-1998, 1999-2000, 2003-2004, 2006-2007, 2008-2009, 2009-2010.)
- 13 Supercopes d'Espanya (1988-1989, 1989-1990, 1990-1991, 1991-1992, 1993-1994, 1996-1997, 1997-1998, 1999-2000, 2000-2001, 2003-2004, 2006-2007, 2008-2009 i 2009-2010)
- 6 Copes ASOBAL (1994-1995, 1995-1996, 1999-2000, 2000-2001, 2001-2002 i 2009-2010)
- 10 Lligues dels Pirineus (1997-1998, 1998-1999, 1999-2000, 2000-2001, 2001-2002, 2003-2004 i 2005-2006 i 2006-2007, 2010)
- 6 Lligues Catalanes (1990-1991, 1991-1992, 1992-1993, 1993-1994, 1994-1995 i 1996-1997)

### Selecció espanyola
Va participar, als 22 anys, en els Jocs Olímpics d'Estiu de 1992 celebrats a Barcelona (Catalunya), on aconseguí guanyar un diploma olímpic amb la selecció espanyola d'handbol en finalitzar cinquè en el torneig masculí olímpic. Absent dels Jocs Olímpics d'estiu de 1996 realitzats a Atlanta (Estats Units), va participar en els Jocs Olímpics d'Estiu de 2000 realitzats a Sydney (Austràlia), on va aconseguir guanyar la medalla de bronze en derrotar a la final pel tercer lloc la selecció de Sèrbia i Montenegro. En els Jocs Olímpics d'Estiu de 2004 realitzats a Atenes (Grècia) aconseguí un nou diploma olímpic en finalitzar setè, i en els Jocs Olímpics d'Estiu de 2008 realitzats a Pequín (República Popular de la Xina) aconseguí guanyar una nova medalla de bronze en derrotar en el partit pel tercer lloc a la selecció croata.
Al llarg de la seva carrera ha guanyat una medalla d'or en el Campionat Mundial d'Handbol i quatre medalles en el Campionat d'Europa, tres d'elles de plata.

## Activitat després de la retirada
Barrufet va continuar vinculat al club en el Departament Jurídic un cop es va retirar l'any 2010. Des del 2015 fins al 2021 fou el mànager de la secció d'handbol, període durant el qual l'equip va dominar absolutament l'handbol espanyol, amb 22 títols -entre ells 6 Lligues i 6 Copes-, a més de guanyar 3 Mundials de clubs. El 2021 el club va decidir prescindir dels seus serveis, en el marc de la política del nou president Jan Laporta de reduir les direccions tècniques d'algunes seccions professionals.